# Cryptophagus quadrimaculatus
Cryptophagus quadrimaculatus är en skalbaggsart som beskrevs av Edmund Reitter 1877. Cryptophagus quadrimaculatus ingår i släktet Cryptophagus, och familjen fuktbaggar. Arten har ej påträffats i Sverige.